# K-League de 1998
A K-League de 1998 foi a 16º edição da principal divisão de futebol na Coreia do Sul, a K-League. A liga começou em março e terminou em novembro de 1998. 
Dez times participaram da liga: Pusan Daewoo Royals, Pohang Steelers, Suwon Samsung Bluewings, Bucheon SK, Anyang LG Cheetahs, Ulsan Hyundai Horang-i, Chunnam Dragons, Chonbuk Hyundai Dinos, Cheonan Ilhwa Chunma e o Daejeon Citizen.
O Suwon Samsung Bluewings foi o campeão pela primeira vez vez.

## Classificação final
| Pos | Time                    | Pts | JG | V | W-GdO | V-pen | D  | GM | GS | SG  | Notas       |
| --- | ----------------------- | --- | -- | - | ----- | ----- | -- | -- | -- | --- | ----------- |
| 1.  | Suwon Samsung Bluewings | 31  | 18 | 9 | 1     | 2     | 6  | 33 | 22 | +11 | Campeão     |
| 2.  | Ulsan Hyundai Horang-i  | 28  | 18 | 8 | 1     | 2     | 7  | 37 | 25 | +12 | Vice        |
| 3.  | Pohang Steelers         | 28  | 18 | 8 | 2     | 0     | 8  | 34 | 23 | +11 | Play-off 3º |
| 4.  | Chunnam Dragons         | 26  | 18 | 8 | 1     | 0     | 9  | 21 | 20 | +1  | Play-off 4º |
| 5.  | Pusan Daewoo Royals     | 25  | 18 | 6 | 3     | 1     | 8  | 27 | 22 | +5  |             |
| 6.  | Chonbuk Hyundai Dinos   | 25  | 18 | 8 | 0     | 1     | 9  | 31 | 34 | −3  |             |
| 7.  | Bucheon SK              | 24  | 18 | 7 | 1     | 1     | 9  | 28 | 32 | −4  |             |
| 8.  | Anyang LG Cheetahs      | 23  | 18 | 6 | 2     | 1     | 9  | 28 | 28 | 0   |             |
| 9.  | Daejeon Citizen         | 14  | 18 | 3 | 2     | 1     | 11 | 20 | 35 | −15 |             |
| 10. | Cheonan Ilhwa Chunma    | 11  | 18 | 3 | 0     | 2     | 13 | 17 | 32 | −15 |             |